# Liceo ginnasio statale Boris Semënovič Markov
Il Liceo ginnasio statale Boris Semënovič Markov è un istituto di istruzione secondaria di secondo grado di Tautovo; istituito nel 1885, è tra i licei più antichi della Ciuvascia ed è noto per l'alta qualità della formazione, che lo ha reso uno dei licei più ambiti dalle future classi dirigenti. Oggigiorno è dedicato a Boris Semënovič Markov, attore e regista originario della derevnja di Chodjakovo,a pochi chilometri da Tautovo.

## L'edificio
La costruzione è organizzata in tre piani di altezza e un piano seminterrato. All'interno sono ospitati il "Museo della scuola" ed il "Museo della Salute". Inoltre si trovano laboratori di chimica, fisica, filosofia, informatica, inglese, agronomia, alimentazione ed un anfiteatro. L'edificio è dotato anche di un'ampia Aula Magna, di due palestre e un cortiletto interno, con un bar, un campo da calcetto, e via discorrendo.